# Gemeentelijke herindelingsverkiezingen in Nederland 1969
Gemeentelijke herindelingsverkiezingen in Nederland 1969 geeft informatie over tussentijdse verkiezingen voor een gemeenteraad in Nederland die gehouden werden in 1969.
De verkiezingen werden gehouden in 28 gemeenten die betrokken waren bij een herindelingsoperatie.

## Verkiezingen op 29 april 1969
- de gemeenten Leusden en Stoutenburg: samenvoeging tot een nieuwe gemeente Leusden.[2]

Door deze herindeling daalde het aantal gemeenten in Nederland per 1 juni 1969 van 935 naar 934.

## Verkiezingen op 28 mei 1969
- de gemeenten Meerlo en Wanssum: samenvoeging tot een nieuwe gemeente Meerlo-Wanssum.[3]

Door deze herindeling daalde het aantal gemeenten in Nederland per 1 juli 1969 van 934 naar 933.

## Verkiezingen op 27 november 1969
- de gemeenten Baarland, Borssele, Driewegen, Ellewoutsdijk, Goes, 's-Gravenpolder, 's-Heer-Abtskerke, 's-Heer-Arendskerke, 's-Heerenhoek, Heinkenszand, Hoedekenskerke, Kapelle, Kattendijke, Kloetinge, Krabbendijke, Kruiningen, Nisse, Oudelande, Ovezande, Rilland-Bath, Waarde, Wemeldinge, Wolphaartsdijk en Yerseke: samenvoeging tot vier nieuwe gemeenten, Borsele, Goes, Kapelle en Reimerswaal.[4]

Door deze herindelingen daalde het aantal gemeenten in Nederland per 1 januari 1970 van 933 naar 913.
In deze gemeenten zijn de reguliere gemeenteraadsverkiezingen van 3 juni 1970 niet gehouden.